# Danh sách album nhạc phim Digimon Adventure
Dưới đây là danh sách toàn bộ album nhạc phim trong series Digimon Adventure.

## Tổng quan
| STT | Tên album                                                                | Ngày phát hành             | Tham khảo |
| --- | ------------------------------------------------------------------------ | -------------------------- | --------- |
| 1   | Digimon Adventure Uta to Ongaku Shuu                                     | Đĩa 1: 23 tháng 7 năm 1999 | [ 1 ]     |
| 1   | Digimon Adventure Uta to Ongaku Shuu                                     | Đĩa 2: 4 tháng 2 năm 2000  | [ 1 ]     |
| 2   | Digimon Adventure Single Hit Parade                                      | 22 tháng 9 năm 1999        | [ 2 ]     |
| 3   | Digimon Adventure Character Song + Mini Drama                            | Đĩa 1: 3 tháng 11 năm 1999 | [ 3 ]     |
| 3   | Digimon Adventure Character Song + Mini Drama                            | Đĩa 2: 3 tháng 12 năm 1999 | [ 3 ]     |
| 3   | Digimon Adventure Character Song + Mini Drama                            | Đĩa 3: 7 tháng 1 năm 2000  | [ 3 ]     |
| 4   | Digimon Adventure Cute Beat Club                                         | 10 tháng 12 năm 1999       | [ 2 ]     |
| 5   | Digimon Adventure Best Hit Parade                                        | 24 tháng 3 năm 2000        | [ 2 ]     |
| 6   | Digimon Adventure Teki Chara Song File                                   | 24 tháng 5 năm 2000        | [ 1 ]     |
| 7   | Digimon Adventure Original Story 2 nen han no Kyūka                      | 23 tháng 4 năm 2003        | [ 3 ]     |
| 8   | Digimon THE MOVIES Blu-Ray 1999-2006 "Our War Game!" Original Soundtrack | 9 tháng 1 năm 2015         |           |
| 9   | Digimon Adventure 15th Anniversary Blu-Ray Box Special Drama CD          | 3 tháng 3 năm 2015         | [ 3 ]     |

## Danh sách chi tiết

### Digimon Adventure Uta to Ongaku Shuu
Toàn bộ soundtrack được hòa âm bởi Arisawa Takanori
| Đĩa 1            | Đĩa 1                                                                            | Đĩa 1            | Đĩa 1               | Đĩa 1            | Đĩa 1      |
| STT              | Nhan đề                                                                          | Phổ lời          | Phổ nhạc            | Trình bày        | Thời lượng |
| ---------------- | -------------------------------------------------------------------------------- | ---------------- | ------------------- | ---------------- | ---------- |
| 1.               | "Butter-Fly (TV size)" (Butter-Fly (TV サイズ))                                  | Chiwata Hidenori | Chiwata Hidenori    | Wada Kouji       | 1:38       |
| 2.               | "Avant" (アバン)                                                                 |                  | Arisawa Takanori    |                  | 0:32       |
| 3.               | "Sub Title" (サブ • タイトル)                                                    |                  | Arisawa Takanori    |                  | 0:11       |
| 4.               | "Adventure ~Taichi no Theme~" (Adventurer ~太一のテーマ~)                        |                  | Arisawa Takanori    |                  | 2:39       |
| 5.               | "Straight From The Heart ~Sora no Theme~" (Straight From The Heart ~空のテーマ~) |                  | Arisawa Takanori    |                  | 1:48       |
| 6.               | "Run With The Wind ~Yamato no Theme~" (Run With The Wind ~ヤマトのテーマ~)       |                  | Arisawa Takanori    |                  | 1:29       |
| 7.               | "Digital Scratch! ~Koushiro no Theme~" (Digital Scratch! ~光子郎のテーマ~)       |                  | Arisawa Takanori    |                  | 1:32       |
| 8.               | "Sweet Innocent ~Mimi no Theme~" (Sweet Innocent ~ミミのテーマ~)                 |                  | Shouji Kumi         |                  | 1:22       |
| 9.               | "Blue Faith ~Jou no Theme~" (Blue Faith ~丈のテーマ~)                            |                  | Arisawa Takanori    |                  | 1:12       |
| 10.              | "Little Brightness ~Takeru no Theme~" (Little Brightness ~タケルのテーマ~)       |                  | Arisawa Takanori    |                  | 1:29       |
| 11.              | "Bokutachi, Digimon!!" (僕たち, デジモン!!)                                      |                  | Arisawa Takanori    |                  | 1:31       |
| 12.              | "Bokura wa Itsumo" (僕らはいつも)                                                |                  | Arisawa Takanori    |                  | 1:09       |
| 13.              | "Iya na Yokan" (嫌な予感)                                                        |                  | Arisawa Takanori    |                  | 1:20       |
| 14.              | "Ijou Jitai Hassen!" (異常事態発生!!)                                            |                  | Arisawa Takanori    |                  | 1:32       |
| 15.              | "Hirogaru Fuan" (拡がる不安)                                                     |                  | Arisawa Takanori    |                  | 1:14       |
| 16.              | "Kyoufu no Ashiato" (恐怖の足音)                                                 |                  | Arisawa Takanori    |                  | 1:19       |
| 17.              | "Kuroi Inbou" (黒い陰謀)                                                         |                  | Arisawa Takanori    |                  | 1:16       |
| 18.              | "Eye Catch" (アイ • キャッチ)                                                    |                  | Arisawa Takanori    |                  | 0:12       |
| 19.              | "Aku no Theme" (悪のテーマ)                                                      |                  | Arisawa Takanori    |                  | 1:56       |
| 20.              | "Kanashimi" (哀しみ)                                                             |                  | Arisawa Takanori    |                  | 1:51       |
| 21.              | "Aku no Shutsugen" (悪の出現)                                                    |                  | Arisawa Takanori    |                  | 1:13       |
| 22.              | "Taiketsu" (対決)                                                                |                  | Arisawa Takanori    |                  | 1:06       |
| 23.              | "Zetsubou" (絶望)                                                                |                  | Arisawa Takanori    |                  | 1:20       |
| 24.              | "Shuugeki! Soshite..." (襲撃! そして...)                                         |                  | Arisawa Takanori    |                  | 1:17       |
| 25.              | "Brave Heart (TV size)" (Brave Heart (TV サイズ))                                | Omori Shouko     | Oota Michihiko      | Miyazaki Ayumi   | 2:06       |
| 26.              | "Shitou" (死闘)                                                                  |                  | Arisawa Takanori    |                  | 1:34       |
| 27.              | "Shouri ~Zen no Theme~" (勝利 ~善のテーマ~)                                      |                  | Arisawa Takanori    |                  | 1:28       |
| 28.              | "Tomodachi ~Taikai no Theme~" (友情 ~闘いのテーマ~)                              |                  | Koyama Kouhei       |                  | 1:30       |
| 29.              | "Happy End" (ハッピーエンド)                                                     |                  | Arisawa Takanori    |                  | 1:16       |
| 30.              | "I wish (TV size)" (I Wish (TV サイズ))                                          | Miura Yoshiko    | Shirakawa Yoshihisa | Maeda Ai (AiM)   | 1:40       |
| 31.              | "Yokoku" (予告)                                                                  |                  | Chiwata Hidenori    |                  | 0:34       |
| 32.              | "Butter-Fly (Gekijou Size)" (Butter-Fly (劇場サイズ))                            | Chiwata Hidenori | Chiwata Hidenori    | Wada Kouji       | 1:04       |
| Tổng thời lượng: | Tổng thời lượng:                                                                 | Tổng thời lượng: | Tổng thời lượng:    | Tổng thời lượng: | 43:30      |

| Đĩa 2            | Đĩa 2                                                                                              | Đĩa 2            | Đĩa 2             | Đĩa 2            | Đĩa 2      |
| STT              | Nhan đề                                                                                            | Phổ lời          | Phổ nhạc          | Trình bày        | Thời lượng |
| ---------------- | -------------------------------------------------------------------------------------------------- | ---------------- | ----------------- | ---------------- | ---------- |
| 1.               | "Butter-Fly (TV size)" (Butter-Fly (TV サイズ))                                                    | Chiwata Hidenori | Chiwata Hidenori  | Wada Kouji       | 1:39       |
| 2.               | "Avant" (アバン)                                                                                   |                  | Arisawa Takanori  |                  | 0:32       |
| 3.               | "Sub Title" (サブ • タイトル)                                                                      |                  | Arisawa Takanori  |                  | 0:11       |
| 4.               | "Adventure ~Taichi no Theme~ #2" (Adventurer ~太一のテーマ~ #2)                                    |                  | Arisawa Takanori  |                  | 1:25       |
| 5.               | "Straight From The Heart ~Sora no Theme~ #2" (Straight From The Heart ~空のテーマ~ #2)             |                  | Arisawa Takanori  |                  | 1:25       |
| 6.               | "Run With The Wind ~Yamato no Theme~ #2" (Run With The Wind ~ヤマトのテーマ~ #2)                   |                  | Arisawa Takanori  |                  | 1:06       |
| 7.               | "Digital Scratch! ~Koushiro no Theme~ #2" (Digital Scratch! ~光子郎のテーマ~ #2)                   |                  | Arisawa Takanori  |                  | 1:39       |
| 8.               | "Sweet Innocent ~Mimi no Theme~ #2" (Sweet Innocent ~ミミのテーマ~ #2)                             |                  | Shouji Kumi       |                  | 1:08       |
| 9.               | "Blue Faith ~Jou no Theme~ #2" (Blue Faith ~丈のテーマ~ #2)                                        |                  | Arisawa Takanori  |                  | 1:16       |
| 10.              | "Little Brightness ~Takeru no Theme~ #2" (Little Brightness ~タケルのテーマ~ #2)                   |                  | Arisawa Takanori  |                  | 1:22       |
| 11.              | "Holy Light ~Hikari no Theme" (Holy Light ~ヒカリのテーマ~)                                        |                  | Iwasaki Motoyoshi |                  | 3:16       |
| 12.              | "Saa, Hashiridasou!" (さあ,走りだそう!)                                                            |                  | Arisawa Takanori  |                  | 2:13       |
| 13.              | "Achiki, Etemon" (あちき,エテモン!)                                                                |                  | Arisawa Takanori  |                  | 0:10       |
| 14.              | "Love Serenade ~Etemon no Theme~" (ラブセレナーデ(エテモンのテーマ))                               |                  | Arisawa Takanori  |                  | 1:43       |
| 15.              | "Wonderland" (ワンダーランド)                                                                      |                  | Arisawa Takanori  |                  | 1:05       |
| 16.              | "Yuugure" (夕暮れ)                                                                                 |                  | Arisawa Takanori  |                  | 1:29       |
| 17.              | "Kuroi Kage" (黒い影)                                                                              |                  | Arisawa Takanori  |                  | 1:25       |
| 18.              | "Hashiru Senritsu" (走る戦慄)                                                                      |                  | Arisawa Takanori  |                  | 1:13       |
| 19.              | "Eye Catch" (アイ • キャッチ)                                                                      |                  | Arisawa Takanori  |                  | 0:12       |
| 20.              | "Tataki no Toki" (戦いの時)                                                                        |                  | Arisawa Takanori  |                  | 1:54       |
| 21.              | "Namida no Yukue" (涙の行方)                                                                       |                  | Arisawa Takanori  |                  | 1:11       |
| 22.              | "Arata na Teki!" (新たな敵!)                                                                       |                  | Arisawa Takanori  |                  | 1:35       |
| 23.              | "Yami kara no Mezamase ~Vamdemon no Theme~" (闇からの目覚め ~ヴァンデモンのテーマ~)                |                  | Arisawa Takanori  |                  | 1:40       |
| 24.              | "Akumu" (悪夢)                                                                                     |                  | Arisawa Takanori  |                  | 1:16       |
| 25.              | "Brave Heart (TV size)" (Brave Heart (TV サイズ))                                                  | Omori Shouko     | Oota Michihiko    | Mizayaki Ayumi   | 2:07       |
| 26.              | "Teki o Yattsukero!" (敵をやっつけろ!)                                                             |                  | Arisawa Takanori  |                  | 1:19       |
| 27.              | "Shouri ~Zen no Theme~ #2" (勝利 ~善のテーマ~ #2)                                                  |                  | Arisawa Takanori  |                  | 1:02       |
| 28.              | "Ashita ni Mukatte" (明日に向かって)                                                               |                  | Arisawa Takanori  |                  | 1:04       |
| 29.              | "Ansoku" (安息)                                                                                    |                  | Arisawa Takanori  |                  | 1:24       |
| 30.              | "Keep on (TV size)" (Keep On (TV サイズ))                                                          | NK               | Nanto Kine        | Maeda Ai (AiM)   | 1:40       |
| 31.              | "Yokoku" (予告)                                                                                    |                  | Chiwata Hidenori  |                  | 0:34       |
| 32.              | "Boléro ('99 Haru Toei Anime Fair Shiyou Version)" (ボレロ ('99春 東映アニメフェア使用バージョン)) |                  | Maurice Ravel     |                  | 2:33       |
| 33.              | "Butter-Fly (Gekijou Size) #2" (Butter-Fly (劇場サイズ) #2)                                        | Chiwata Hidenori | Chiwata Hidenori  | Wada Kouji       | 1:04       |
| Tổng thời lượng: | Tổng thời lượng:                                                                                   | Tổng thời lượng: | Tổng thời lượng:  | Tổng thời lượng: | 56:51      |

### Digimon Adventure Single Hit Parade
| STT              | Nhan đề                                                         | Phổ lời                     | Phổ nhạc            | Trình bày | Thời lượng |
| ---------------- | --------------------------------------------------------------- | --------------------------- | ------------------- | --- | ---------- |
| 1.               | "Butter-Fly" (バタフライ)                                       | Chiwata Hidenori            | Chiwata Hidenori    | Wada Kouji | 4:17       |
| 2.               | "Shinka de Guts!" (進化でガッツ！)                              | Karaha Yasumi, Omori Shouko | Oota Michihiko      | Sakamoto Chika, Yamaguchi Mayumi, Shigematsu Atori, Matsumoto Miwa, Sakurai Takahiro, Takeuchi Junko, Mizowaki Shihomi | 5:12       |
| 3.               | "Itsudemo Aeru kara" (いつでも逢えるから)                       | Miura Yoshiko               | Shouji Kumi         | Maeda Ai (AiM) | 4:34       |
| 4.               | "Seven"                                                         | Koyama Kouhei               | Koyama Kouhei       | Wada Kouji | 4:15       |
| 5.               | "Brave heart"                                                   | Omori Shouko                | Oota Michihiko      | Miyazaki Ayumi | 4:11       |
| 6.               | "I wish"                                                        | Miura Yoshiko               | Shirakawa Yoshihisa | Maeda Ai (AiM) | 4:06       |
| 7.               | "Seven (Acoustic Version)" (Seven (アコースティックバージョン)) | Koyama Kouhei               | Koyama Kouhei       | Wada Kouji | 4:15       |
| Tổng thời lượng: | Tổng thời lượng:                                                | Tổng thời lượng:            | Tổng thời lượng:    | Tổng thời lượng: | 31:21      |

### Digimon Adventure Cute Beat Club
| STT | Nhan đề                                                                          | Phổ lời                     | Phổ nhạc            | Trình bày | Thời lượng |
| --- | -------------------------------------------------------------------------------- | --------------------------- | ------------------- | --- | ---------- |
| 1.  | "Butter-Fly" (バタフライ)                                                        | Chiwata Hidenori            | Chiwata Hidenori    | Wada Kouji |            |
| 2.  | "Brave heart"                                                                    | Omori Shouko                | Oota Michihiko      | Miyazaki Ayumi |            |
| 3.  | "I wish"                                                                         | Miura Yoshiko               | Shirakawa Yoshihisa | Maeda Ai (AiM) |            |
| 4.  | "Seven"                                                                          | Koyama Kouhei               | Koyama Kouhei       | Wada Kouji |            |
| 5.  | "Itsudemo Aeru Kara" (いつでも逢えるから)                                        | Miura Yoshiko               | Shouji Kumi         | Maeda Ai (AiM) |            |
| 6.  | "Shinka de Guts!" (進化でガッツ！)                                               | Karaha Yasumi, Omori Shouko | Oota Michihiko      | Sakamoto Chika, Yamaguchi Mayumi, Shigematsu Atori, Matsumoto Miwa, Sakurai Takahiro, Takeuchi Junko, Mizowaki Shihomi |            |
| 7.  | "Adventure ~Taichi no Theme~" (Adventurer ~太一のテーマ~)                        |                             | Arisawa Takanori    | |            |
| 8.  | "Straight From The Heart ~Sora no Theme~" (Straight From The Heart ~空のテーマ~) |                             | Arisawa Takanori    | |            |
| 9.  | "Run With The Wind ~Yamato no Theme~" (Run With The Wind ~ヤマトのテーマ~)       |                             | Arisawa Takanori    | |            |
| 10. | "Digital Scratch! ~Koushiro no Theme~" (Digital Scratch! ~光子郎のテーマ~)       |                             | Arisawa Takanori    | |            |
| 11. | "Sweet Innocent ~Mimi no Theme~" (Sweet Innocent ~ミミのテーマ~)                 |                             | Shouji Kumi         | |            |
| 12. | "Blue Faith ~Jou no Theme~" (Blue Faith ~丈のテーマ~)                            |                             | Arisawa Takanori    | |            |
| 13. | "Little Brightness ~Takeru no Theme~" (Little Brightness ~タケルのテーマ~)       |                             | Arisawa Takanori    | |            |
| 14. | "Shouri ~Zen no Theme~" (勝利 ~善のテーマ~)                                      |                             | Arisawa Takanori    | |            |

### Digimon Adventure Best Hit Parade
| STT              | Nhan đề | Phổ lời                     | Phổ nhạc            | Trình bày | Thời lượng |
| ---------------- | --- | --------------------------- | ------------------- | --- | ---------- |
| 1.               | "Butter-Fly" (バタフライ) | Chiwata Hidenori            | Chiwata Hidenori    | Wada Kouji | 4:17       |
| 2.               | "Walk on the Edge ~Ishida Yamato no Theme~" (Walk on the Edge ~石田ヤマトのテーマ~)                                                | Yamada Hiroshi              | Arisawa Takanori    | Kazama Youto | 3:19       |
| 3.               | "Shinka de Guts!" (進化でガッツ！)                                                                                                 | Karaha Yasumi, Omori Shouko | Oota Michihiko      | Sakamoto Chika, Yamaguchi Mayumi, Shigematsu Atori, Matsumoto Miwa, Sakurai Takahiro, Takeuchi Junko, Mizowaki Shihomi | 5:12       |
| 4.               | "Chigau Boku ga Iru ~Kido Jou no Theme~" (違う僕がいる ~城戸丈のテーマ~)                                                           | Yamada Hiroshi              | Oota Michihiko      | Kikuchi Masami | 3:54       |
| 5.               | "I wish" | Miura Yoshiko               | Shirakawa Yoshihisa | Maeda Ai (AiM) | 4:04       |
| 6.               | "Ashita wa Motto ~Takenouchi Sora no Theme~ (Mishūroku Version)" (明日はもっと ~武之内空のテーマ~ (未収録ヴァージョン))            | Omori Shouko                | Arisawa Takanori    | Mizutani Yuko | 4:58       |
| 7.               | "VERSION UP ~Izumi Koushirou no Theme~" (VERSION UP ~泉光子郎のテーマ~)                                                            | Matsuki Yuu                 | Iwasaki Motoyoshi   | Tenjin Umi | 4:24       |
| 8.               | "Seven" | Koyama Kouhei               | Koyama Kouhei       | Wada Kouji | 4:16       |
| 9.               | "Yuuki wo Tsubasa ni Shite ~Yagami Taichi no Theme~" (勇気を翼にして ~八神太一のテーマ~)                                           | Yamada Hiroshi              | Oota Michihiko      | Fujita Toshiko | 4:51       |
| 10.              | "Itsudemo Aeru Kara ~Tachikawa Mimi no Theme~ (Mishuuroku Version)" (いつでも逢えるから ~太刀川ミミのテーマ~ (未収録ヴァージョン)) | Miura Yoshiko               | Shouji Kumi         | Maeda Ai (AiM) | 4:35       |
| 11.              | "Be All Right... ~Takaishi Takeru no Theme~" (Be All Right... ~高石タケルのテーマ~)                                                | Konishi Hiroko              | Iwasaki Motoyoshi   | Konishi Hiroko | 5:13       |
| 12.              | "Holy light ~Yagami Hikari no Theme~" (Holy Light ~八神ヒカリのテーマ~)                                                            | Omori Shouko                | Iwasaki Motoyoshi   | Akari Kae | 5:03       |
| 13.              | "Brave heart" | Omori Shouko                | Oota Michihiko      | Miyazaki Ayumi | 4:12       |
| 14.              | "Keep on" | NK                          | Naoto Kine          | Maeda Ai (AiM) | 5:00       |
| 15.              | "Butter-Fly (Piano Version)" (バターフライ (ピアノ・ヴァージョン))                                                                 | Chiwata Hidenori            | Chiwata Hidenori    | Wada Kouji | 2:24       |
| 16.              | "I wish (Orgel Version)" (I wish (オルゴール・バージョン))                                                                         | Miura Yoshiko               | Shirakawa Yoshihisa | Maeda Ai (AiM) | 2:07       |
| Tổng thời lượng: | Tổng thời lượng: | Tổng thời lượng:            | Tổng thời lượng:    | Tổng thời lượng: | 67:49      |

### Digimon Adventure Teki Chara Song File
| STT | Nhan đề | Phổ lời        | Phổ nhạc         | Trình bày                      | Thời lượng |
| --- | --- | -------------- | ---------------- | ------------------------------ | ---------- |
| 1.  | "Etemon no Saikyou Kime Sefiru" (エテモンの最強決めセリフ)                                                               |                |                  |                                |            |
| 2.  | "Love Serenade ~Etemon no Theme~" (ラブセレナーデ ~エテモンのテーマ~)                                                    | Matsuki Yuu    | Arisawa Takanori | Masutani Yasunori              |            |
| 3.  | "Gottsumon & Pumpmon no Jibun Katte Serifu" (ゴツモン&パンプモンの自分勝手セリフ)                                        |                |                  |                                |            |
| 4.  | "Let's Gotsumon, Pumpmon ~Gottsumon & Pumpmon no Theme~" (レッツゴツモン, パンプモン ~ゴツモン&パンプモンのテーマ~)      | Omori Shouko   | Watanabe Cheru   | Sugimoto Yuu, Terada Haruhi    |            |
| 5.  | "Pinocchimon no Ousama Serifu" (ピノッキモンの王様セリフ)                                                                |                |                  |                                |            |
| 6.  | "Haguruma Jikake no Mori ~Pinocchimon no Theme~" (歯車じかけの森 ~ピノッキモンのテーマ~)                                 | Matsuki Yuu    | Arisawa Takanori | Kozakura Etsuko                |            |
| 7.  | "Ogremon no Oresama Serifu" (オーガモンの俺様セリフ)                                                                     |                |                  |                                |            |
| 8.  | "Ore wa Ogremon ~Ogremon no Theme~" (俺はオーガモン ~オーガモンのテーマ~)                                                | Yamada Hiroshi | Oota Michihiko   | Egawa Hisao                    |            |
| 9.  | "Sukamon & Chuumon no Shuchou Serifu" (スカモン&チューモンの主張セリフ)                                                  |                |                  |                                |            |
| 10. | "Chichin Puipui Unchi Poipoi ~Sukamon & Chuumon no Theme~" (ちちんぷいぷい ウンチポイポイ ~スカモン&チューモンのテーマ~) | Mori Chiyoko   | Watanabe Cheru   | Kumai Tomoko, Yamaguchi Kappei |            |
| 11. | "Devimon no Ankoku Serifu" (デビモンの暗黒セリフ)                                                                        |                |                  |                                |            |
| 12. | "Dark Wing ~Devimon no Theme~" (Dark Wing ~デビモンのテーマ~)                                                            | Yamada Hiroshi | Oota Michihiko   | Shiozawa Kaneto                |            |

### Digimon THE MOVIES Blu-Ray 1999-2006 "Our War Game!" Original Soundtrack
Toàn bộ soundtrack được hòa âm bởi Arisawa Takanori
| STT | Nhan đề | Phổ lời          | Phổ nhạc         | Trình bày                   | Thời lượng |
| --- | --- | ---------------- | ---------------- | --------------------------- | ---------- |
| 1.  | "Boléro ('99 Haru Toei Anime Fair Shiyou Version)" (ボレロ ('99春 東映アニメフェア使用バージョン))                                     |                  | Maurice Ravel    |                             |            |
| 2.  | "Butter-Fly (TV size)" (Butter-Fly (TV サイズ))                                                                                        | Chiwata Hidenori | Chiwata Hidenori | Wada Kouji                  |            |
| 3.  | "Tanomoshii Nakama-Tachi" (頼もしい仲間達)                                                                                             |                  | Arisawa Takanori |                             |            |
| 4.  | "Konran" (混乱) |                  | Arisawa Takanori |                             |            |
| 5.  | "Shutsugeki!!" (出撃!!) |                  | Arisawa Takanori |                             |            |
| 6.  | "Shizuka na Fuan" (静かな不安) |                  | Arisawa Takanori |                             |            |
| 7.  | "Furi na Tatakai" (不利な戦い) |                  | Arisawa Takanori |                             |            |
| 8.  | "Kiseki" (奇跡) |                  | Arisawa Takanori |                             |            |
| 9.  | "Requiem" (レクイエム) |                  | Arisawa Takanori | The Little Singers Of Tōkyō |            |
| 10. | "Sakuhin No. 2 「Haru」 Ichouchou ~Bokura No War Game!~ (Gekijō Size)" (作品 No. 2 「春」 イ長調 ~ぼくらのウォーゲーム!~ (劇場サイズ)) | Namika           | Miyazaki Michi   | Maeda Ai (AiM)              |            |